# Rex Piano
Pour les articles homonymes, voir Piano (homonymie).
Rex Piano est un réalisateur et scénariste américain. Il a été aussi producteur et acteur de séries télévisées.

## Biographie
Diplômé de l’école d’Art de New York en 1981, Rex Piano se concentre alors sur l’écriture, la production et la direction artistique.
On a de lui, entre autres films, Cave in (2003), Faultline (2004), Hope Ranch (2002/2004), Snowman's Pass (2004), Blind Injustice (2005), Found (2005), Captive Hearts (2005) ou encore Trapped! (2006).
Rex Piano a réalisé Cave In en 2003, un téléfilm réunissant notamment Mimi Rogers et Ted Shackelford. Son titre en français, « Le cœur enseveli », a été rebaptisé plus tard « Piège en profondeur ».

## Filmographie

### Comme réalisateur
- 1991 Bikini Blitz! (documentaire)
- 1994 High Tide (en) (série télévisée) (1995-1996)
- 1997 Night Man (série télévisée) (1 épisode)
- 1998 Born Free (série télévisée) (1 épisode)
- 1998 Silk Stalkings (série télévisée) (1 épisode)
- 1998-1999 Air America (série télévisée) (5 épisodes)
- 2002 The Month of August
- 2002 Hope Ranch (en) (téléfilm)
- 2003 Cave In (téléfilm)
- 2004 Faultline (téléfilm)
- 2004 What Lies Above
- 2005 Blind Injustice (en) (téléfilm)
- 2005 Found (téléfilm)
- 2005 Captive Hearts (téléfilm)
- 2006 Deux femmes en danger (Trapped!) (téléfilm)
- 2007 Elf Bowling the Movie: The Great North Pole Elf Strike
- 2008 Murder Dot Com
- 2008 Rome: Rise and Fall of an Empire (série télévisée) (5 épisodes)
- 2008 Total Eclipse (téléfilm)
- 2009 City On Fire (Heat Wave) (téléfilm)
- 2015 Impact Earth

### Comme producteur
- 1986 Scream Greats, Vol. 2: Satanism and Witchcraft (documentaire)
- 1986 Fangoria's Weekend of Horrors (documentaire)
- 1989 Search for Haunted Hollywood (téléfilm documentaire)
- 1989 Scrooge: A Christmas Carol (téléfilm)
- 1991 Bikini Blitz! (documentaire)
- 1992 Severed Ties
- 1996 High Tide (en) (série télévisée) (1 épisode)
- 1996 Love Always
- 1996 Raven
- 2002 The Month of August
- 2007 Elf Bowling the Movie: The Great North Pole Elf Strike
- 2008 Total Eclipse (téléfilm)
- 2009 Heat Wave (téléfilm)
- 2011 The Littlest Angel

### Comme scénariste
- 1989 Chill Factor
- 1991 Bikini Blitz! (documentaire)
- 2002 Warriors of Virtue 2: Return to Tao

### Comme acteur
- 1981 Ms .45
- 1985 When Nature Calls
- 2007 Elf Bowling the Movie: The Great North Pole Elf Strike